# Johann A. Saiger
Johann A. Saiger (* in Salzburg) ist ein österreichischer Finanzanalyst, der sich insbesondere auf Edelmetall-Anlagen spezialisiert hat.

## Leben
Zunächst absolvierte er Anfang der 1960er Jahre eine Ausbildung zum Bankkaufmann. Anschließend war er für eine Bank als Vermögens- und Anlageberater tätig, ehe er in den 1970er und 1980er Jahren als Edelmetallhändler arbeitete. Saiger gilt als Schüler und Wegbegleiter von André Kostolany. Seit 1988 gibt er mit dem Midas Goldbrief & Goldminen-Spiegel und dem Midas-Investment-Report – benannt nach dem mythischen Midas – zwei Börsenbriefe heraus. Seine Analysen und Ratschläge basieren zum größten Teil auf einer von ihm festgestellten langfristigen Zyklizität der Edelmetallpreise. Er tritt als Redner auf Kongressen, Konferenzen, Seminaren und Tagungen in Erscheinung.
Saiger wird zum Umfeld der „Österreichischen Schule“ gezählt und vertritt teilweise heterodoxe Theorien. Er trat bei Veranstaltungen unter anderem zusammen mit Wilhelm Hankel, Eberhard Hamer, Franz Hörmann, Gerd Habermann, Karl Albrecht Schachtschneider, Eva Herman sowie Paul C. Martin auf und wirkte 2011 und 2012 als Gesprächspartner an zwei DVDs mit, an denen auch Ralf Flierl, Bernd-Thomas Ramb, Udo Ulfkotte, Ulrich Schlüer, Hans J. Bocker und Thorsten Schulte beteiligt waren. 
Ferner schrieb Saiger einen Artikel für die vom Kopp Verlag publizierte Fachzeitschrift Das Edelmetall- und Rohstoffmagazin 2017/2018.
Andererseits wurde er im Oktober 2005 auch von der Fakultät für Mathematik der Technischen Universität Chemnitz zu einem Vortrag eingeladen und war bereits wiederholt Referent auf der renommierten Internationalen Edelmetall- und Rohstoffmesse in München. Darüber hinaus interviewte ihn das Deutsche Anlegerfernsehen mehrfach als Experten und im Juni 2016 sowie im März 2018 hatte er auch Auftritte in dessen Nachfolger Der Aktionär TV.